# Grégory Gabella
Pour les articles homonymes, voir Gabella.
Grégory Gabella (né le 22 juin 1980 à Thonon-les-Bains) est un athlète français, spécialiste du saut en hauteur.
Son record personnel de 2,30 m lui a permis de remporter la Coupe d'Europe des nations d'athlétisme le 22 juin 2002 à Annecy.
Son club est l'AS Aix-les-Bains.

## Palmarès

### International
| Date | Compétition                   | Lieu      | Résultat | Marque |
| ---- | ----------------------------- | --------- | -------- | ------ |
| 1999 | Championnats d'Europe juniors | Riga      | 2e       | 2,19 m |
| 2001 | Championnats d'Europe espoirs | Amsterdam | 5e       | 2,15 m |
| 2002 | Coupe d'Europe des nations    | Annecy    | 1er      | 2,30 m |
| 2002 | Championnat d'Europe          | Munich    | 9e       | 2,18 m |
| 2005 | Jeux méditerranéens           | Almeria   | 3e       | 2,21 m |

### National
- Champion de France en 2001, 2004 et 2005.
- Champion de France en salle en 2002 et 2003.

Il fut également le meilleur performeur français de 2001 à 2005.